# 7 أكتوبر
- السبت
- الأحد
- الاثنين
- الثلاثاء
- الأربعاء
- الخميس
- الجمعة

- 275 ربيع الآخر 1447  هـ
- 286 ربيع الآخر 1447  هـ
- 297 ربيع الآخر 1447  هـ
- 308 ربيع الآخر 1447  هـ
- 19 ربيع الآخر 1447  هـ
- 210 ربيع الآخر 1447  هـ
- 311 ربيع الآخر 1447  هـ
- 412 ربيع الآخر 1447  هـ
- 513 ربيع الآخر 1447  هـ
- 614 ربيع الآخر 1447  هـ
- 715 ربيع الآخر 1447  هـ
- 816 ربيع الآخر 1447  هـ
- 917 ربيع الآخر 1447  هـ
- 1018 ربيع الآخر 1447  هـ
- 1119 ربيع الآخر 1447  هـ
- 1220 ربيع الآخر 1447  هـ
- 1321 ربيع الآخر 1447  هـ
- 1422 ربيع الآخر 1447  هـ
- 1523 ربيع الآخر 1447  هـ
- 1624 ربيع الآخر 1447  هـ
- 1725 ربيع الآخر 1447  هـ
- 1826 ربيع الآخر 1447  هـ
- 1927 ربيع الآخر 1447  هـ
- 2028 ربيع الآخر 1447  هـ
- 2129 ربيع الآخر 1447  هـ
- 2230 ربيع الآخر 1447  هـ
- 231 جمادى الأولى 1447  هـ
- 242 جمادى الأولى 1447  هـ
- 253 جمادى الأولى 1447  هـ
- 264 جمادى الأولى 1447  هـ
- 275 جمادى الأولى 1447  هـ
- 286 جمادى الأولى 1447  هـ
- 297 جمادى الأولى 1447  هـ
- 308 جمادى الأولى 1447  هـ
- 319 جمادى الأولى 1447  هـ

7 أكتوبر أو 7 تشرين الأوَّل أو يوم 7 \ 10 (اليوم السابع من الشهر العاشر) هو اليوم الثمانين بعد المئتين (280) من السنوات البسيطة، أو الحادي والثمانين بعد المئتين (281) في السنوات الكبيسة، وفقًا للتقويم الميلادي الغربي (الغريغوري). يبقى بعده 85 يومًا على انتهاء السنة.

## أحداث
- 1918 - سقوط مدينة بيروت التي كانت تحت سيطرة العثمانيين في أيدي الحلفاء أثناء الحرب العالمية الأولى.
- 1919 - تأسيس شركة الطيران الملكية الهولندية والتي تعتبر من أقدم شركات الطيران العاملة في العالم.
- 1949 - إعلان قيام جمهورية ألمانيا الديموقراطية ردًا على تأسيس جمهورية ألمانيا الفدرالية في القسم الغربي من البلاد.
- 1950 - الجيش الصيني يغزو إقليم التبت ويقضي على الحكم الذاتي والحركة الإنفصالية في الإقليم.
- 1951 -
  - إقرار الدستور الليبي من قبل الجمعية الوطنية الليبية بمدينة بنغازي، وإعلان تأسيس المملكة الليبية المتحدة تحت تاج الملك محمد إدريس السنوسي.
  - رئيس الوزراء المصري مصطفى النحاس يتفق مع أقطاب حكومته على إلغاء «معاهدة 1936» و«معاهدة الحكم الثنائي للسودان» الموقعة عام 1899 مع بريطانيا.
- 1959 - رئيس الوزراء العراقي عبد الكريم قاسم يتعرض لمحاولة اغتيال فاشلة على يد حزب البعث.
- 1960 - انضمام نيجيريا للأمم المتحدة.
- 1970 - إجلاء 30000 مستوطن إيطالي عن ليبيا بعد قيام الثورة التي قادها معمر القذافي في 1 سبتمبر 1969، وكان هؤلاء قد تم توطينهم في ليبيا من قبل النظام الفاشيستي في إيطاليا الذي حكم بين عامي 1922 - 1943.
- 1971 - انضمام سلطنة عمان للأمم المتحدة.
- 1981 - مجلس الشعب المصري يوافق على ترشيح نائب الرئيس محمد حسني مبارك لمنصب الرئيس خلفًا للرئيس محمد أنور السادات وذلك بعد يوم من اغتياله.
- 1990 - الشيخ مكتوم بن راشد آل مكتوم يتولى الحكم في إمارة دبي خلفًا لوالده الشيخ راشد بن سعيد آل مكتوم.
- 2001 - الولايات المتحدة تبدأ بشن عملية عسكرية على أفغانستان وذلك بسبب رفض حكومة طالبان تسليم أسامة بن لادن المتهم الأول في هجمات 11 سبتمبر.
- 2003 - الممثل الأمريكي أرنولد شوارزنيجر يفوز بمنصب حاكم ولاية كاليفورنيا.
- 2011 - منح جائزة نوبل للسلام لرئيسة ليبيريا إلين جونسون سيرليف و«لمسؤولة حركة السلام في إفريقيا» ليما غبوي وللصحافية والناشطة السياسية اليمنية توكل كرمان وذلك تقديرًا لنضالهن السلمي من أجل سلامة وحقوق النساء ولمشاركتهن في جهود بناء وتحقيق السلام.
- 2013 - جائزة نوبل في الطب أو علم وظائف الأعضاء لسنة 2013 منحت لكل من جيمس روثمان وراندي شيكمان وتوماس سودهوف.
- 2014 - إيسامو أكاساكي وهيروشي أمانو وشوجي ناكامورا يفوزون بجائزة نوبل في الفيزياء لسنة 2014.
- 2015 - جائزة نوبل في الكيمياء تُمنح مثالثة بين السويدي توماس ليندال والأمريكي بول مودريتش والتركي الأمريكي عزيز سانجار وذلك لأبحاثهم في مجال ترميم الـ DNA.
- 2016 -
  - الإعصار ماثيو يضرب 6 دول في غرب الأطلنطي ويتسبب في مصرع 850 شخصاً، والولايات المتحدة تعلن حالة الطوارئ في 3 ولايات.
  - الإعلان عن فوز الرئيس الكولومبي خوان مانويل سانتوس بجائزة نوبل للسلام لعام 2016 عن اتفاق السلام التاريخي بين الحكومة الكولومبية والمتمردين المسلحين.
- 2020 - منح جائزة نوبل في الكيمياء لكل من جنيفر داودنا وإيمانويل شاربنتييه لتطويرهما طريقة لتعديل الجينوم.
- 2021 - حصول الكاتب عبد الرزاق قرنح على جائزة نوبل في الأدب.
- 2022 - فوز أليس بيالياتسكي وجمعية ميموريال ومركز الحريات المدنية بجائزة نوبل للسلام لعام 2022.
- 2023 -
  - زلزالان يضربان ولاية هرات الأفغانية بقوة 6.3 ريختر، ما أدى لوفاة ما يزيد عن 1000 شخص.
  - الفصائل المسلحة الفلسطينية تشن عملية عسكرية واسعة تحت اسم عملية طوفان الأقصى على المستوطنات والنقاط الإسرائيلية في محيط قطاع غزة.

## مواليد
- 1885 - نيلز بور، عالم فيزياء دنماركي حاصل على جائزة نوبل في الفيزياء عام 1922.
- 1897 - إلايجا محمد، زعيم حركة أمة الإسلام في الولايات المتحدة الأمريكية منذ 1934 حتى وفاته في سنة 1975.
- 1900 - هاينريش هيملر، وزير الأمن والقوات الخاصة في ألمانيا النازية.
- 1916 - ببا عز الدين، ممثلة وراقصة شرقية مصرية.
- 1918 - أسد الله موسوي ماكوئي، معلم وعالم اجتماع ومؤرخ وسياسي إيراني.
- 1921 - رايموند غويثالس، حارس مرمى ومدرب كرة قدم بلجيكي.
- 1928 - علي كافي، رئيس الجزائر.
- 1929 - نعيمة عاكف، ممثلة مصرية.
- 1931 -
  - بليغ حمدي، ملحن مصري.
  - ديزموند توتو، كبير أساقفة جنوب إفريقيا السابق حائز على جائزة نوبل للسلام عام 1984.
- 1934 - أميري بركة، كاتب أمريكي.
- 1939 - هارولد كروتو، عالم كيمياء إنجليزي حاصل على جائزة نوبل في الكيمياء عام 1996.
- 1952 - فلاديمير بوتين، رئيس روسيا الاتحادية.
- 1959 - سايمون كاول، مقدم تلفزيوني بريطاني.
- 1965 - كميكو واتانابي، ممثلة أداء صوتي يابانية.
- 1967 - توني براكستون، مغنية أمريكية.
- 1971 - إسماعيل أورزايز، لاعب كرة قدم إسباني.
- 1973 -
  - ديدا، حارس مرمى كرة قدم برازيلي.
  - سامي هيبيا، لاعب كرة قدم فنلندي.
- 1976 -
  - جلبرتو سيلفا، لاعب كرة قدم برازيلي.
  - سانتياغو سولاري، لاعب كرة قدم أرجنتيني.
- 1982 -
  - مجيد بوقرة، لاعب كرة قدم جزائري.
  - جيرمين ديفو، لاعب كرة قدم إنجليزي.
  - روبي جينيبري، لاعب كرة مضرب أمريكي.
- 1986 - غونار نيلسين، لاعب كرة قدم من جزر فارو.
- 1987 -
  - بدر الشرقاوي، ممثل كويتي.
  - جيريمي بروكي، لاعب كرة قدم نيوزلندي.
  - سام كويري، لاعب كرة مضرب أمريكي.
  - 1988 - دييغو كوستا، لاعب كرة قدم إسباني.
- 1990 - سباستيان كواتيس، لاعب كرة قدم أوروغوياني.
- 1994 - كارمن سليمان، مغنية مصرية.

## وفيات
- 1849 - إدغار آلان بو، شاعر وقصصي أمريكي.
- 1926 - إميل كريبلن، طبيب نفسي ألماني.
- 1935 - أسد الله الزنجاني، فقيه ومؤلف مسلم عراقي إيراني.
- 1967 - نورمان إنجيل، سياسي إنجليزي حاصل على جائزة نوبل للسلام عام 1933.
- 1990 - راشد بن سعيد آل مكتوم، رئيس وزراء الإمارات العربية المتحدة وحاكم إمارة دبي.
- 1994 - نيلس يرني، عالم دنماركي في علم المناعة حاصل على جائزة نوبل في الطب عام 1984.
- 2010 - محمد مساعد الصالح، محامي وكاتب كويتي.
- 2019 - عبد الله الشريدة لاعب كرة قدم سعودي.
- 2021 - أديب رفيق محمود، أديب وشاعر فلسطيني.
- 2022 - بولس منجد الهاشم، مطران ماروني لبناني.
- 2023 - عوني الدوس، صانع محتوى يوتيوب فلسطيني وُلد عام 2011.
- 2024 - سلطان بن محمد بن سعود الكبير، أمير سعودي.

## أعياد ومناسبات
- يوم الملحنين في البرازيل.

## وصلات خارجية
- وكالة الأنباء القطريَّة: حدث في مثل هذا اليوم.
- وكالة الأنباء الأردنيَّة: حدث في مثل هذا اليوم.
- النيويورك تايمز: حدث في مثل هذا اليوم.